# Solaris (odrůda révy vinné)

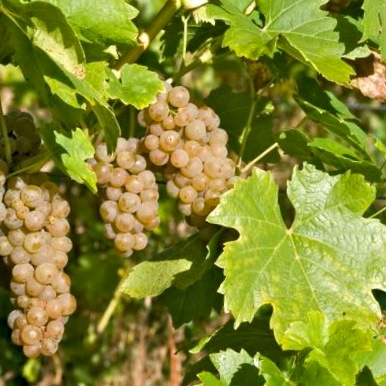
Listy a hrozny odrůdy Solaris

Solaris je interspecifická (hybridní, též PiWi) odrůda révy, určená k výrobě bílých vín. Vytvořil ji Prof. Dr. Norbert Becker ve Freiburgu roku 1975 křížením odrůd Merzling a Gm 6493. Pěstuje se také v Čechách a na Moravě.

## Popis

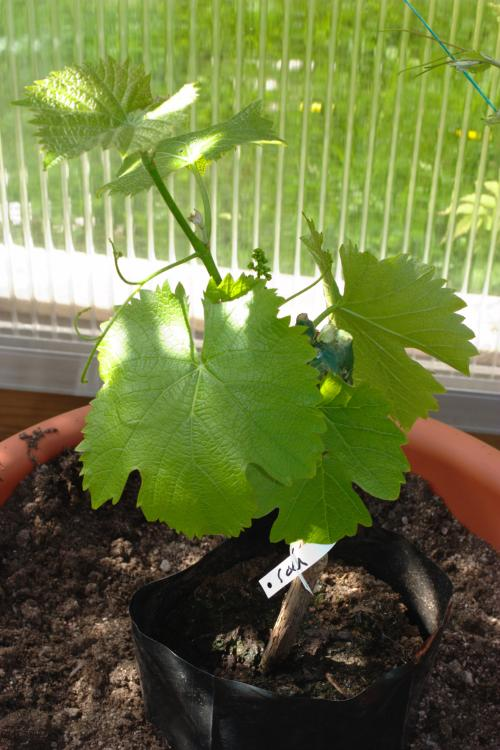
Solaris na podnoži 125 AA

Réva odrůdy Solaris je jednodomá dřevitá pnoucí liána, dorůstající v kultuře až několika metrů. Kmen tloušťky až několik centimetrů je pokryt světlou borkou, která se loupe v pruzích. Úponky umožňují této rostlině pnout se po pevných předmětech. Růst je středně bujný až bujný, letorosty jsou polovzpřímené až poléhavé. Vrcholky letorostů jsou otevřené, středně silně až silně bíle vlnatě ochmýřené, mírně až průměrně pigmentované antokyaniny, mladé listy jsou zelené s bronzovým nádechem. Keře jsou hustě olistěné. Jednoleté réví je červenavě hnědé.
Listy jsou středně velké až velké, tmavě zelené, tří- až pětilaločnaté s mělkými až středně hlubokými, otevřenými výkroji ve tvaru „U“, povrch listů je drsný, mírně puchýřnatý, řapíkový výkroj je lyrovitý s ostrým dnem, úzce otevřený až uzavřený, někdy i překrytý s průsvitem. Žilnatina listu je bez pigmentace.
Oboupohlavní pětičetné květy v hroznovitých květenstvích jsou žlutozelené, samosprašné. Plodem jsou malé až středně velké, okrouhlé až mírně eliptické bobule zelenožluté až zlatožluté barvy, při vyzrání na líčku se sklonem k hnědnutí. Dužina má odrůdovou, jemně muškátově-bylinnou chuť. Hrozen je středně velký, řidší až průměrně kompaktní, většinou bez křidélek.

## Původ a rozšíření
Solaris je velmi raná moštová odrůda, kříženec odrůd Merzling [Seyval blanc x (Ryzlink rýnský x Rulandské šedé)] x Gm 6493 (Severnyj x Muškát Ottonel). Odrůdu vyšlechtil roku 1975 v Německu (Staatliches Weinbauinstitut Freiburg, Breisgau), Prof. Dr. Norbert Becker, do knihy odrůd byla v Německu zapsána roku 2001, od téhož roku je právně chráněna.
Otcovská odrůda pochází ze semenáčků, které roku 1964 vyšlechtil Prof. Vilém Kraus ještě v bývalém Československu křížením odrůd Severnyi x Muškát Ottonel. Prof. Kraus nabídl semenáče Prof. Dr. Helmutu Beckerovi (1927–1990), tehdy činnému v Geisenheimu, k dalšímu využití, ten rozpoznal kvalitu materiálu a selekcí vyšlechtil křížence označeného Gm 6493. Původně byla mylně jako mateřská odrůda tohoto křížení udávána odrůda Saperavi Severnyi, roku 2003 Beckerův nástupce v Geisenheimu, Volker Joerger udal jako mateřskou odrůdu Zarya severa, ale teprve moderními metodami genové analýzy se podařilo určit, že správnou mateřskou odrůdou tohoto křížence je odrůda Severnyi.
Ačkoli katalog odrůd VIVC a většina dalších zdrojů udává původ Vitis vinifera, jedná se o interspecifickou odrůdu, která nese geny Vitis vinifera (73,4 %), Vitis rupestris (7 %), Vitis berlandieri (3,1 %), Vitis riparia (3,1 %), Vitis lincecumii (0,8 %) a Vitis amurensis (12,5 %).
Odrůda Solaris se pěstuje ponejvíce v Německu, v regionech Bádensko, Sasko a Falc, roku 2007 zde byla vysazena na 54 hektarech. Dále ji najdeme na malých plochách například ve švýcarském kantonu Zürich, v okolí Winterthuru (roku 2007 na 11,4 ha), ale též například v Anglii, v Dánsku a Nizozemsku.
Odrůdu Solaris použil Norbert Becker ve Freiburgu jako rodičovskou odrůdu při šlechtění odrůd Muscaris, Cabernet Cantor a Galanth.

## Název
Název odrůdy každopádně vychází z latiny, „solaris“ je přídavné jméno a dá se přeložit jako „sluneční, slunečná“. Toto přídavné jméno je odvozeno od podstatného jména „sol“, tedy „slunce“, dle výkladu šlechtitele právě slunce odrůdě pomáhá k ranému zrání a k vysoké cukernatosti hroznů.
Pracovními názvy odrůdy jsou : Freiburg 240-75, Fr 240-75, Solaris Fr 360.

## Pěstování
Réví vyzrává velmi dobře, což způsobuje, že odrůda velmi dobře odolává mrazu. Nemá sklon ke sprchávání. Výnosy se pohybují v rozmezí odrůd Rulandské bílé a Müller Thurgau, cukernatost je velmi vysoká, v první dekádě září již většinou přes 100 °Oe (odpovídá 23 °NM), v průměru 33 sklizní v Německu dala cukernatost 106 °Oe při průměrné aciditě 7,3 g/l.

### Fenologie
Velmi raná moštová odrůda, které je doporučována pro pěstování v okrajových vinařských oblastech, kde se jiným odrůdám nedaří. Rašení je středně rané, 3–5 dnů před odrůdou Rulandské modré, doba květu je raná, dozrávání hroznů je velmi rané až rané.

### Choroby a škůdci
Rezistentní odrůda, jejíž odolnost vůči padlí révovému (Uncinula necator) a plísni révové (Plasmopara viticola) je velmi vysoká, vůči plísni šedé (Botrytis cinerea) vysoká.

### Poloha a půdy
Odrůda není náročná na polohy, daří se jí i v chladnějších vinařských oblastech. Také požadavky na půdu má odrůda poměrně nízké.

## Víno

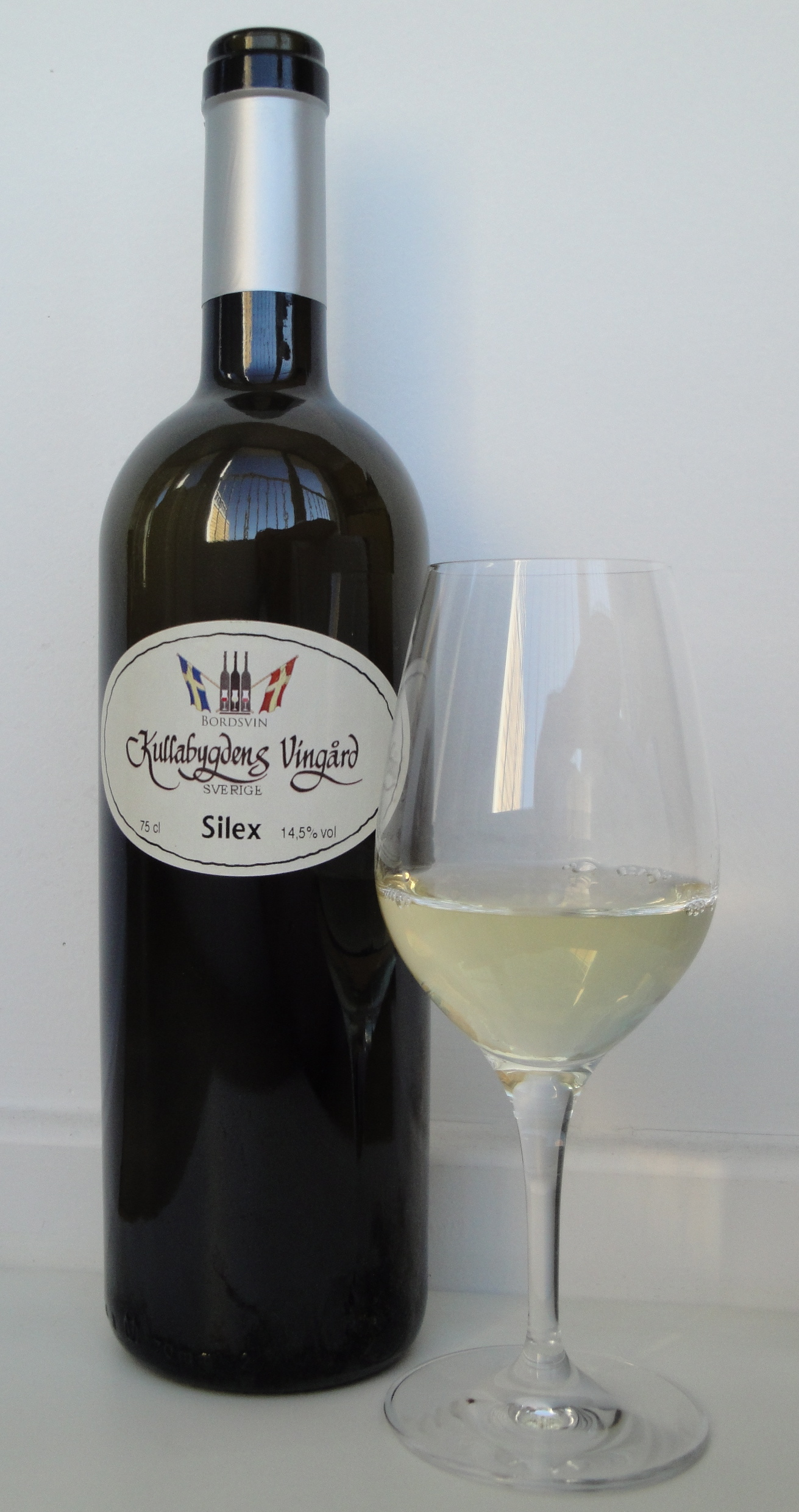
Láhev a sklenka vína z odrůdy Solaris, pocházející z vinohradu Kullabygdens ve švédské provincii Scania

Dává vína plná, vysoké kvality, často s vysokým zbytkovým cukrem, s dostatečnou aciditou a s vysokým obsahem alkoholu. V kabinetní kvalitě nebo při výrobě burčáku má Solaris muškátovo-ovocné aroma, kombinaci aroma odrůd Merzling a Muškát Ottonel. Ve vyšších kvalitách QmP (výběr z bobulí, slámová vína) je potom více ovocnější a květinový s velmi jemným muškátem. Jiné prameny uvádějí, že v chuti bývají tóny připomínajícími ananas a lískový oříšek. Je vhodná do cuvée s méně cukernatými mošty odrůd Ryzlink rýnský či Rulandské bílé. Může být použita jako velmi raný a sladký stolní hrozen.

### Multimédia
- Martin Šimek : Encyklopédie všemožnejch odrůd révy vinné z celýho světa s přihlédnutím k těm, co již ouplně vymizely, 2008–2012